# 69
69 (LXIX) je bilo navadno leto, ki se je po julijanskem koledarju začelo na nedeljo.

## Dogodki
- 1. januar

## Rojstva
- sveti Polikarp iz Smirne
- Svetonij, rimski biograf († po letu 122)

## Smrti
- 15. januar - Galba, rimski cesar (* 3 pr. n. št.)
- 16. april - Oton, rimski cesar (* 32)
- 22. december - Vitelij, rimski cesar (* 15)